# Villamandos
Villamandos – gmina w Hiszpanii, w prowincji León, w Kastylii i León, o powierzchni 16,23 km². W 2011 roku gmina liczyła 326 mieszkańców.